# Pascual de Gayangos y Arce
Pascual de Gayangos y Arce (Sevilla, 21 de junio de 1809-Londres, 4 de octubre de 1897) fue un erudito historiador, arabista y bibliógrafo español, miembro numerario de la Real Academia de la Historia.

## Biografía
Descendía de una familia de larga tradición militar; era hijo del brigadier José Gayangos y Nebot y de Francisca de Arce y Retz. Estudió en Madrid en las Escuelas Pías de San Antón y en los Reales Estudios de San Isidro. En 1822, durante el Trienio liberal, fue enviado a estudiar al colegio de Pont-le-Voy, en Blois, Francia, de donde provenía la familia de su madre. Tras completar los estudios, se trasladó a París y emprendió estudios de árabe en la École spéciale des langues orientales vivantes con Silvestre de Sacy. En París conoció a la inglesa Frances Revell, con quien contrajo matrimonio en Londres en 1828. En 1829 regresó a España y consiguió un puesto como funcionario de Hacienda en Málaga. Entre 1833 y 1837 estuvo empleado como oficial 2.º en la Oficina de Interpretación de Lenguas del Ministerio del Estado. Durante estos años realizó algunos trabajos en la Biblioteca Nacional y colaboró en la clasificación de monedas y medallas del Palacio Real de Madrid. En relación con estas actividades y ante la posible reorganización de la enseñanza universitaria en España, hizo un viaje de estudios a París y Londres para profundizar en conocimientos numismáticos y de la enseñanza del árabe. También accedió a la colección de manuscritos orientales del Monasterio de El Escorial y desempeñó la cátedra de árabe en el Ateneo de Madrid entre 1836 y 1837, fecha en la que partió hacia Gran Bretaña y se asentó en Londres, donde permaneció hasta 1843.
En Inglaterra, Gayangos entró en contacto con los círculos intelectuales y políticos de Holland House, donde conoció al erudito hispanista estadounidense George Ticknor, con quien trabaría una gran amistad que le puso en contacto con el historiador estadounidense William H. Prescott. Gayangos escribió en Londres un gran número de artículos en las obras enciclopédicas de la Sociedad para la Difusión del Conocimiento Útil y otras revistas inglesas. Pero su gran obra fue la traducción al inglés para la Real Sociedad Asiática de la monumental Nafh al-tīb o Historia de las Dinastías Musulmanas en España del erudito del siglo XVII Ahmad ibn Muhammad al-Maqqari. Buscando ofrecer una panorámica completa del dominio islámico en España, Gayangos no vertió completamente la obra, de por sí muy amplia, sino en epítome, resumiendo y reordenando los capítulos, además de completarlos con referencias a otros trabajos, con el objeto de ofrecer una visión uniforme del periodo y conformar así una especie de historia crítica de los musulmanes españoles a la que dio el título de The History of the Mohammedan Dynasties in Spain (Londres, 1840 vol. I, 1843 el vol. II). La obra fue acogida con críticas desproporcionadas por el arabista misohispánico de Leiden Reinhart Dozy, quien le encontró errores minúsculos. Gayangos conoció en Inglaterra a Richard Francis Burton, el famoso explorador y lingüista, a quien logró insuflar una vocación sin límites por el arabismo. 
En 1843 regresó a España y fue nombrado catedrático de árabe de la Universidad de Madrid, cargo que desempeñó hasta 1871. Desde esa cátedra formó una excelente generación de arabistas, entre los que destacan nombres como Eduardo Saavedra o Francisco Codera Zaidín. En 1844 fue elegido miembro numerario de la Real Academia de la Historia. Bajo el amparo de esta institución realizó entre 1850 y 1857 una serie de viajes literarios por toda la geografía española con el encargo de enviar a Madrid documentos históricos provenientes de los monasterios desamortizados. Esta documentación constituyó la base de los fondos del Archivo Histórico Nacional, en cuya creación, en 1866, Gayangos tomó parte.
En 1857 fue nombrado archivero general de la Real Casa y Patrimonio (antecedente del Archivo General de Palacio), puesto que ocupó hasta su jubilación en el cargo en 1862.
Dadas sus relaciones familiares, Gayangos siempre estuvo muy vinculado a Inglaterra y, desde su jubilación, alternó su residencia entre Madrid y Londres, donde emprendería, junto a Antonio Rodríguez Villa, la catalogación de los manuscritos españoles del Museo Británico. Fruto de este trabajo fue su monumental Catálogo de los manuscritos españoles conservados en el Museo Británico (1875-1893). En estos años investigó también las relaciones diplomáticas entre España e Inglaterra durante los reinados de Jacobo I y Enrique VIII, para lo cual tuvo que consultar numerosa documentación preservada en el Archivo de Simancas y en la Biblioteca Imperial de Viena.
En 1881 fue nombrado director general de Instrucción Pública por el primer gobierno del Partido Liberal Fusionista de Sagasta. Renunció a dicho cargo ese mismo año al ser elegido senador, sustituyéndole su discípulo y yerno Juan Facundo Riaño y Montero. Fue miembro de la Cámara Alta por la provincia de Huelva en la legislatura de 1881-82 y por la Real Academia de la Historia en las de 1884-85, 1886, 1891 y 1893-94.
Falleció en Londres el 4 de octubre de 1897. Unos meses después, el 28 de enero de 1898, la sevillana «calle del Espejo» pasó a denominarse «Pascual de Gayangos» en su honor.

## Obra
Gayangos fue un prolífico autor que escribió numerosos ensayos y estudios sobre arabismo, historia de la literatura española, catalogación, bibliografía. Las obras principales en estos campos son:
ArabismoAdemás de la traducción de la obra de al-Maqqari, compuso un estudio sobre la Crónica del moro Rasis (Ahmad ibn Muhammad al-Razi) en el que demostraba su autenticidad.
Historia de la literatura
Destaca la traducción, junto con Enrique de Vedia, de la "History of Spanish literature" (1849) de George Ticknor, a la que añadió extensas y eruditas anotaciones de las que el propio Ticknor se sirvió en posteriores ediciones.
También fue el principal especialista de su tiempo sobre los libros de caballerías, materia sobre la cual escribió un extenso y documentado Discurso preliminar (que incluye un detallado catálogo de los libros de caballerías españoles y portugueses hasta 1800) que sirve de preámbulo a la edición del Amadís de Gaula y Las sergas de Esplandián publicada por la Biblioteca de Autores Españoles de Manuel Rivadeneyra.
Gayangos fue un inagotable editor de obras literarias, particularmente de prosistas medievales y del Siglo de Oro de las letras hispanas: en la misma colección preparó los tomos correspondientes a Prosistas anteriores al siglo XV y a La Gran Conquista de Ultramar, publicó numerosas obras curiosas y poco conocidas para la Sociedad de Bibliófilos Españoles y dirigió la publicación de los tomos V al XIX del Memorial Histórico Español publicado por la Academia de la Historia.
DocumentaciónDestaca sin duda el monumental Catálogo de los manuscritos españoles en el Museo Británico y el Calendario de cartas, despachos y asuntos de Estado relativos a las negociaciones entre España e Inglaterra, obra cuya realización le fue comisionada por el gobierno británico.

### Listado de obras
- "Arabic Mss. in Spain", Westminster Review, vol. XXI, n.º 42, (1834), pp. 378-94.
- "Language and Literatura of the Moriscos", British and Foreign Review, Londres, VIII (1839), pp. 63-95.
- "The History of the Reign of Ferdinand and Isabella the Catholic of Spain. By W. H. Prescott", The Edinburgh Review, LXVIII, n.º CXXXVIII, 1839. Reseña de la conocida obra del famoso historiador estadounidense.
- The History of the Mohammedan Dynasties in Spain; extracted from the Nafhu-t-tíb min Ghosni-l-andalusi-r-rattíb wa Táríkh Lisánu-d-dín ibni-l-Khattíb, by Ahmed ibn Mohammed Al-Makkarí, a native of Telemsán. Translated from the copies in the Library of the British Museum, and illustrated with critical notes on the History, Geography, and antiquities of Spain, by Pascual de Gayangos, member of the Oriental Translation Comittee, and late Professor of Arabic in the Athenaeum of Madrid. In two volumes. Londres, Printed for The Oriental Translation Fund of Great Britain and Ireland, 1840-1843.[9]
- Plans, elevations, sections and details of the Alhambra from drawings taken on the spot in 1834 by the late M. Jules Goury, and in 1834 and 1837 by Owen Jones…with a complete translation of the Arabic inscriptions and an historical notice of the kings of Granada from the conquest of that city by the Arabs to the expulsion of the Moors, by Mr. Pasqual de Gayangos. 2 volúmenes. Londres: Owen Jones, 1842 – 1845.
- Memoria sobre la autenticidad de la Crónica denominada del moro Rasis leída en la Real Academia de la Historia por Pascual de Gayangos al tomar posesión de su plaza de académico supernumerario, Madrid, Real Academia de la Historia, 1850. (Publicada también en las Memorias de la Real Academia de la Historia, tomo VIII, 1852).[10]
- Catalogue of the manuscripts in the Spanish language in the British Museum, 4 vol., Londres, William Clower and Sons, 1875, 1877, 1881, 1893. Hay reimpresión en 4 vol., Londres, British Museum Publications, 1976.[11]

Como editor
- "Sumario e recopilación de todo lo romanceado por mi, el Licenciado Alonso del Castillo", Memorial Histórico Español, III (1852), pp. 1-164.
- "Tratados de legislación musulmana", Memorial Histórico Español, V (1853).[12]
- "Crónica de los Barbarrojas por Francisco López de Gómara", Memorial Histórico Español, VI (1853), pp. 329-439.
- "Memorias de Garibay", Memorial Histórico Español, VII (1854).
- "Relación de los fechos del mui magnífico e mas virtuosos señor, el señor don Miguel Lucas, mui digno Condestable de Castilla", Memorial Histórico Español, VIII (1855).
- "Ilustraciones de la casa de Niebla de Pedro Barrantes Maldonado", Memorial Histórico Español, IX-X (1857).
- Libros de Caballerías. Biblioteca de Autores Españoles, t. 40, Madrid, Rivadeneyra, 1857.
- La gran conquista de ultramar. Biblioteca de Autores Españoles, t. 44, Madrid, Rivadeneyra, 1858.[13]
- "Miscelánea de Zapata", Memorial Histórico Español, XI (1859).
- "Comentarios del desengañado, o sea Vida de D. Diego Duque de Estrada, escrita por él mismo", Memorial Histórico Español, XII (1860).
- Escritores en prosa anteriores al siglo XV. Biblioteca de Autores Españoles, t. 51, Madrid, Rivadeneyra, 1860.[14]
- Cortés, Hernán (1866).  Pascual de Gayangos, ed. Cartas y relaciones al Emperador Carlos V. París: Imprenta Central de los Ferrocarriles.[15]
- "Cartas de algunos Padres de la Compañía de Jesús sobre los sucesos de la monarquía entre 1634 y 1648", Memorial Histórico Español, XIII (1861), XIV-XV-XVI (1862), XVII (1863), XVIII (1864), XIX (1865).
- Cartas de Eugenio de Salazar, Madrid, Sociedad de Bibliófilos Españoles, 1866.
- The Fifth Letter of Hernán Cortés to the Emperor Charles V, containing an account of his expedition to Honduras. Translated form the Original Spanish by Don Pascual de Gayangos, Londres, The Hakluyt Society, 1868.
- El libro de las aves de caça del Canciller Pero López de Ayala con las glosas del Duque de Alburquerque, Madrid, Sociedad de Bibliófilos, 1869.[16]
- Cinco cartas político-literarias de D. Diego Sarmiento de Acuña, primer Conde de Gondomar; Madrid, Sociedad de Bibliófilos Españoles, 1869.
- Historia de Enrrique Fi de Oliva rey de Iherusalem, emperador de Constantinopla (Según el ejemplar único de la Biblioteca Imperial de Viena), Madrid, Sociedad de Bibliófilos Españoles, 1871.[17]
- Relaciones de Pedro de Gante, secretario del Duque de Nájera, Madrid, Sociedad de Bibliófilos Españoles, 1873.
- Memorias del cautivo en La Goleta de Túnez (el alférez Pedro de Aguilar), Madrid, Sociedad de Bibliófilos Españoles, 1875.[18]
- Viaje de Felipe II a Inglaterra por Andrés Muñoz, Madrid, Sociedad de Bibliófilos Españoles, 1877.[19]
- Calendar of letters, despatches and state papers, relating to the negotiations between England and Spain preserved in the Archives at Simancas, v. III - VI, Londres, 1871-77, 1879-82, 1886-88, 1890-95.